# الکساندر لوتر جی‌آر.
الکساندر لوتر جِی‌آر. (به انگلیسی: Alexander Luthor Jr.) یک شخصیت خیالی در کتاب‌های کامیک آمریکایی منتشر شده توسط دی‌سی کامیکس است. این شخصیت توسط نویسنده مارو وولفمن و طراح جورج پرز خلق شده است که برای اولین بار در شمارهٔ ۱ از مجموعه بحران در زمین‌های بی‌نهایت (آوریل ۱۹۸۵) حضور پیدا کرد. الکساندر لوتر جی‌آر. در ابتدا قهرمانی بود که در مجموعه بحران در زمین‌های بی‌نهایت به شکست آنتی-مانیتور در کنار شخصیت‌های دیگر کمک کرد، و همچنین بعدها نقش برجسته‌ای در مجموعه‌های دیگر و همچنین اتفاقات اینفینیتی کرایسیس ایفا می‌کند. او در اوایل حضورش به عنوان یک شخصیت ابرقهرمان تصویر می‌شد، اما پس از چندین سال غیبت در کتاب‌های کامیک، لوتر در نقش یک شخصیت شرور بزرگ بازمی‌گردد.

## زندگینامه ساختگی شخصیت
الکساندر لوتر جی‌آر. زادهٔ زمین-سه، پسر شخصیت بد ذات دنیای دی‌سی لکس لوتر و لوئیس لین لوتر است. سرزمین مادری او مدت کوتاهی پس از تولدش توسط آنتی-مانیتور از بین رفت. والدینش موفق به نجات جان پسرشان با قرار دادن او در داخل دستگاه آزمایشی در سفینه‌ای ویژه شدند که او را در سراسر حصارهای چند بعدی، سلامت به سمت زمین-یک حمل کرد. این سفر نوزاد را تا حد زیادی تحت تأثیر قرار داد به طوری که او توانایی غلبه بر ماده و پادماده را پیدا کرد و همچنین به طور چشمگیری سرعت روند طول عمرش را افزایش داد. با وجود گذشت تنها چند هفته از بحران، لوتر تبدیل به جوانی بالغ گشت. او پس از مرگ مانیتور، رهبری دیگر ابرقهرمان‌ها و ابر شروران دنیای دی‌سی را در برابر آنتی-مانیتور بدست گرفت.